# Neonemertes agricola
Neonemertes agricola is een snoerwormensoort uit de familie van de Prosorhochmidae. De wetenschappelijke naam van de soort is voor het eerst geldig gepubliceerd in 1874 door Willemoes-Suhm.